# ان‌جی‌سی ۳۷۶۶
ان‌جی‌سی ۳۷۶۶ (انگلیسی: NGC 3766) یک خوشه ستاره‌ای باز در صورت فلکی قنطورس است که در میان ابر مولکولی بسیار بزرگی به نام کارینا قرار دارد. این خوشه ستاره‌ای توسط نیکولاس-لوئی دو لاکای در سال‌های ۱۷۵۱-۱۷۵۲ کشف شد. فاصله آن تا زمین حدود ۱۷۴۵ پارسک است و ۱۲ دقیقه قوسی درازا دارد.
حدود ۱۳۷ ستاره در این خوشه شناسایی شده‌اند اما بسیاری ممکن است عضو آن نباشند و فقط ۳۶ ستاره به اندازه کافی داده دارند که عضویتشان را تایید کند. قدر ظاهری کل خوشه ۵.۳ است و رده‌بندی ستارگان آن B1.7 است. ان‌جی‌سی ۳۷۶۶ خوشه‌ای نسبتا جوان با عمر ۱۴.۴ میلیون سال است و با سرعت ۱۴.۸ کیلومتر در ثانیه به سمت زمین در حال حرکت است. همچنین این خوشه دو ابرغول سرخ دارد.